# 佛羅里達農工大學
佛羅里達農工大學（Florida Agricultural and Mechanical University，簡稱：Florida A&M University、FAMU）是位于美國佛羅里達州塔拉赫西的一所公立傳統黑人大學、贈地大學。它于1887年10月3日成立，是美國最大的傳統黑人大學、佛羅里達唯一的公立傳統黑人大學。它是佛羅里達州立大學系統成員，擁有本科至博士的授予權。

## 學術
2017年《美國新聞與世界報道》將其列在美國公立傳統黑人大學中的第一位，所有傳統黑人大學中的第七位。

## 外部連接
维基共享资源上的相關多媒體資源：佛羅里達農工大學
- 官方网站
- Florida A&M Athletics website （页面存档备份，存于）